# Итан (Јужна Дакота)
Итан (енгл. Ethan) град је у америчкој савезној држави Јужна Дакота.

## Демографија
По попису из 2010. године број становника је 331, што је 1 (0,3%) становника више него 2000. године.
| Група             | 2000.       | 2010.       |
| Белци             | 326 (98,8%) | 323 (97,6%) |
| Афроамериканци    | 0 (0,0%)    | 0 (0,0%)    |
| Азијати           | 0 (0,0%)    | 0 (0,0%)    |
| Хиспаноамериканци | 3 (0,9%)    | 1 (0,3%)    |
| Укупно            | 330         | 331         |